# Pellorneum pyrrogenys
Pellorneum pyrrogenys е вид птица от семейство Pellorneidae.

## Разпространение
Видът е разпространен в Индонезия и Малайзия.